# Clifford Charles Butler
Clifford Charles Butler FRS (Reading, 20 de maio de 1922 – Leicester, 30 de junho de 1999) foi um físico inglês, conhecido pela descoberta das partículas híperon e méson.
Foi eleito membro da Royal Society em 1961.